# Edosa hemilampra
Edosa hemilampra är en fjärilsart som beskrevs av Diakonoff 1968. Edosa hemilampra ingår i släktet Edosa och familjen äkta malar.
Artens utbredningsområde är Filippinerna. Inga underarter finns listade i Catalogue of Life.